# Мртвиці
Мртвиці (словен. Mrtvice) — поселення в общині Кочев'є, регіон Південно-Східна Словенія, Словенія. Висота над рівнем моря: 892,3 м.